# Planeta DeAgostini
Pour les articles homonymes, voir Planeta et Agostini.
Planeta DeAgostini est une maison d'édition hispano-italienne fondée en 1982, basée à Barcelone. 
La compagnie distribue des bandes dessinées et mangas sous le nom de Planeta DeAgostini Comics. Elle est affiliée à la chaîne de télévision Antena 3. De 1983 à 2004, elle traduit les séries Marvel Comics sous le label Cómics Forum.
Planeta DeAgostini est implantée en Argentine, au Brésil, au Chili, en Colombie, en Équateur, en Espagne, Italie, au Mexique, au Portugal, en Uruguay et au Venezuela.